# Syntretus signatus
Syntretus signatus är en stekelart som beskrevs av Sergey A. Belokobylskij 2000. Syntretus signatus ingår i släktet Syntretus och familjen bracksteklar. Inga underarter finns listade i Catalogue of Life.